# Dilúvio de Santa Lúcia

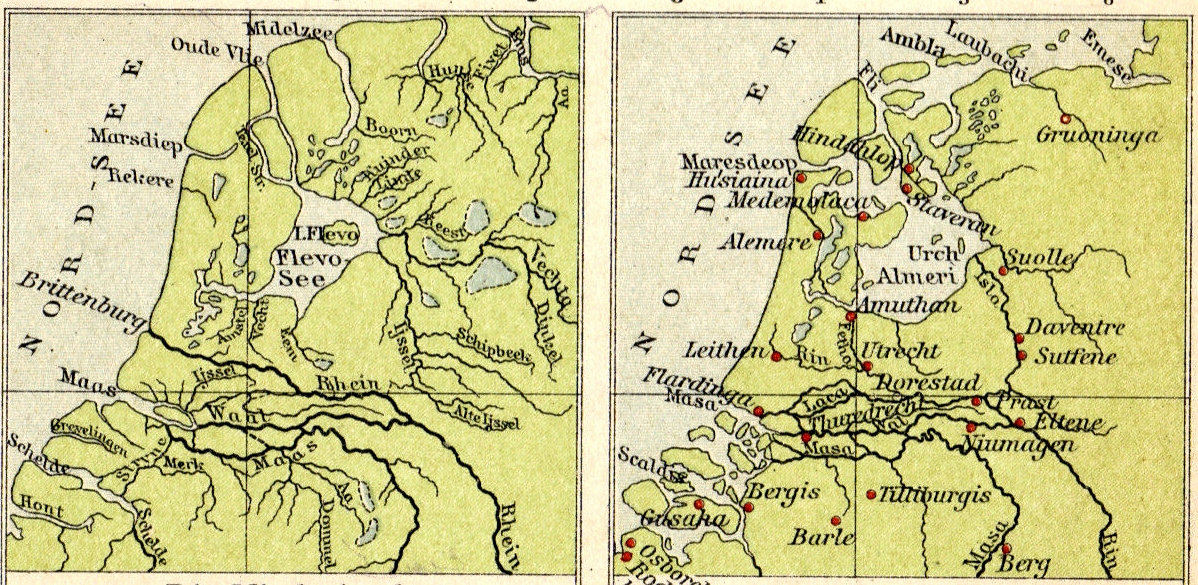
Holanda do Norte, séculos I-X

O dilúvio de Santa Lúcia (Sint-Luciavloed) foi uma maré de tempestade que afetou os Países Baixos e o norte da atual Alemanha em 13/14 de dezembro de 1287 (OS), Dia de Santa Lúcia e no dia seguinte, matando entre 50 000 a 80 000 pessoas em uma das maiores inundações da história registrada.
Este desastre foi semelhante à inundação do Mar do Norte de 1953, quando uma intensa tempestade de vento europeia coincidindo com uma maré alta causou uma enorme onda de tempestade. O dilúvio de Santa Lúcia teve uma grande influência na história subsequente dos Países Baixos.

## Criação de Zuiderzee
O nome Zuiderzee ("Mar do Sul", da perspectiva frísia) data de depois deste evento, já que a água tinha sido antes um lago de água doce que só estava diretamente ligado ao Mar do Norte pelo antigo rio Vlie. A inundação de Santa Lúcia removeu a última de uma série de dunas de areia natural e barreiras de argila de pedra, após o que o novo, agora salgado Zuiderzee surgiu e cresceu rapidamente, uma vez que as turfeiras atrás das antigas barreiras estavam agora em sua maioria desprotegidas contra a erosão do mar. O surgimento do Zuiderzee foi o desfazimento da poderosa cidade comercial medieval de Stavoren, na margem direita do agora desaparecido rio Vlie, e a criação das cidades Hanse de Kampen, Zwolle, Deventer, Zutphen, e Doesburg, e mais tarde da cidade anti-hanseática de Amsterdã, que começou a surgir do nada quase imediatamente após o dilúvio de Santa Lúcia.

## Holanda (Frísia Ocidental e Frísia propriamente dita)
Muita terra foi permanentemente inundada no que é hoje o Waddenzee e IJsselmeer. Afetou especialmente a parte norte e noroeste dos Países Baixos, particularmente as atuais províncias da Holanda do Norte e da Frísia.
A ilha de Griend, no atual Waddenzee, sofreu sérias destruições, restando apenas dez casas de pé. Após o dilúvio, Harlingen, cerca de 25 quilômetros a sudeste de Griend e anteriormente sem litoral, passou a existir como o novo porto marítimo da Frísia, um papel que manteve por sete séculos.
A única parte do atual noroeste dos Países Baixos, além da área das Dunas Ocidentais (o antigo coração holandês) e das Ilhas Frísias que escapou da aniquilação foi a Frísia Ocidental, uma vez que esta área já estava protegida por um dique que se mantinha em sua maioria e, onde não, poderia ser reparado depois que as inundações recuaram. Pouco depois do desastre do Dia de Santa Lúcia, a Frísia Ocidental, agora separada do resto da Frísia por um estreito de cerca de 15 quilômetros em seu ponto mais estreito, foi anexada pelo condado da Holanda, expandindo este condado para o norte. O dilúvio também pôs fim às Guerras Físo-Holandesas, que duraram cerca de 200 anos. Pouco depois desta anexação, as cidades frísias ocidentais de Hoorn e Enkhuizen começaram uma ascensão à proeminência que duraria até o século 17.

## Na Alemanha (principalmente na Frísia Oriental)
As Crônicas falam em 50 mil mortos e destruição total. Muitas aldeias desapareceram para sempre. Só no atual distrito da Frísia Oriental, trinta aldeias desapareceram no Mar do Norte. Também uma primeira etapa do Dollart surgiu. Devido à grande perda de terras e à relativa insegurança de viver nas turfeiras agora muito mais desprotegidas, uma vez que as barreiras naturais haviam sido removidas pelo dilúvio, muitos sobreviventes desistiram de suas maneiras de viver nas turfeiras férteis e se mudaram para o Geest.

## Na Inglaterra
Embora não conhecida pelo nome de Santa Lúcia, a mesma tempestade também teve efeitos devastadores do outro lado do Mar do Norte, na Inglaterra. Matou centenas de pessoas na Inglaterra, por exemplo, na vila de Hickling, Norfolk, onde 180 morreram e a água subiu um pé acima do altar-mor na Igreja do Priorado.
A tempestade é uma das duas em 1287 às vezes referida como uma "Grande Tempestade". O outro foi o dilúvio do sul da Inglaterra de fevereiro de 1287. Juntamente com um surto em janeiro de 1286, eles parecem ter provocado o declínio de um dos portos então líderes da Inglaterra, Dunwich, em Suffolk.